# Little Braver
「Little Braver」（リトル・ブレーバー）は、Girls Dead Monsterの3枚目のシングル。2010年6月9日にKey Sounds Labelから販売された。

## 概要
2010年6月30日に発売されたアルバム『Keep The Beats!』の先行シングル。「Thousand Enemies」に引き続きボーカルはLiSAとなっている。今作では「Little Braver」のPVが制作されている。大部分が実写映像でLiSA本人が出演しているが、『Angel Beats!』のアニメのワンシーンも挿入されている。このPVは『Angel Beats!』公式サイトで視聴可能。PVのバックバンドは『Angel Beats!』のロトスコープも担当した「朱雀」。
2010年6月10日付のオリコンデイリーランキングで、『Angel Beats!』の楽曲としては初のデイリー1位を獲得、翌日11日も1位をキープし、6月21日付のオリコンウィークリーランキングでは、『Angel Beats!』の楽曲としては最高位の2位を獲得した。また、2014年8月現在、彼女のシングル最高位でもある。当初は2曲目の「Shine Days」がシングル表題曲になる予定だったが、収録後に麻枝准の「こっち（「Little Braver」）のほうがいい」という発言により、急遽、表題曲が変更になった。

## 収録曲
（全作詞・作曲：麻枝准、編曲：光収容 ）
1. Little Braver [4:33]
アルバム『Keep The Beats!』には、「Album ver.」として収録されている。
2. Shine Days [4:57] 
  - 第10話挿入歌。
3. Answer Song [5:34]

## 収録アルバム
| 曲名          | 収録アルバム        | 発売日        |
| ------------- | ------------------- | ------------- |
| Little Braver | 『Keep The Beats!』 | 2010年6月30日 |
| Shine Days    | 『Keep The Beats!』 | 2010年6月30日 |

## カバー
- Marty Friedman - Tokyo Jukebox 2 （2011年11月14日発売）ギターインストカバー （＃1）

- 柊優花 - アニソンカバーアルバム「よにそん！」（2015年10月14日発売）（＃1）